# Luka Nižetić
Luka Nižetić, född 12 augusti 1983 i Split, är en kroatisk sångare.

## Karriär
Hans debutalbum Premijera gavs ut år 2005. Samma år deltog han i Kroatiens nationella uttagning till Eurovision Song Contest 2005 med låten "Proljeće". År 2006 deltog han i den årliga musikfestivalen Hrvatski Radijski Festival tillsammans med Lana Jurčević. Deras låt "Prava ljubav" blev snart en hit i hela landet. År 2007 släppte han sitt andra album Slobodno dišem. År 2008 släppte han sitt tredje album Na tren i zauvijek. År 2012 släppte han sitt fjärde album Kad zasvira....

## Diskografi

### Album
- 2005 - Premijera
- 2007 - Slobodno dišem
- 2008 - Na tren i zauvijek
- 2012 - Kad zasvira...